# Maurice Mességué
Maurice Mességué, né le 14 décembre 1921 à Colayrac-Saint-Cirq (Lot-et-Garonne) et mort le 16 juin 2017 à Auvillar (Tarn-et-Garonne), est un herboriste, entrepreneur et écrivain français.
Maurice Mességué, surnommé le « Pape des plantes » dans le Gers, est considéré comme l'un des précurseurs en Europe de la phytothérapie anticipant de plusieurs années un mouvement vers un retour à l'utilisation des plantes en matière de bien-être et de beauté.
Il a contribué à vulgariser l'utilisation des plantes médicinales auprès du grand public dans les années 1970 par de nombreux ouvrages dont Des hommes et des plantes traduit en 27 langues et une ligne de produits à son nom.
Il affirme avoir soigné plusieurs grands de ce monde : Mistinguett, Édouard Herriot, Winston Churchill, Maurice Utrillo, Jean Cocteau et le cardinal Roncalli, futur Jean XXIII,. Raymond Poulidor affirme qu'il lui doit sa seconde carrière à partir de 1971.

## Biographie
Son père, paysan du Gers, lui transmet son savoir des plantes et des fleurs. Celui-ci lui apprend à soigner et guérir, art que Maurice Mességué approfondit tout au long de sa vie.  Il consacre son existence à s'occuper surtout des malades chroniques délaissés par la médecine traditionnelle. Il est poursuivi à 21 reprises par l'Ordre des médecins français. 
En 1945, il quitte le Gers pour ouvrir un cabinet de consultations à Nice et perpétuer la tradition familiale de soins par les plantes. Mais il ne gagne d'abord pas sa vie et survit grâce à la « soupe populaire » puis au bout de quelques mois, le bouche à oreille lui permet de remplir sa salle d'attente.
Il devient ensuite célèbre après avoir soulagé Mistinguett de ses rhumatismes. Jean Cocteau lui adresse ce mot de remerciement : « Votre livre est à côté de moi et je le regarde comme une bible. Accolade Fraternelle ».
En 1952, il publie pour son compte et en 50 exemplaires le livre C'est la Nature qui a raison, tiré ensuite à 500 000 exemplaires et traduit en 10 langues.
Il crée en 1958, à Paris, le laboratoire « Aux fleurs sauvages », spécialisé dans les cosmétiques à base de plantes des jardins et des champs (mauve, camomille coquelicot, rose, etc.).
En 1968, il publie deux nouveaux ouvrages : Votre poison quotidien et Vous creusez votre tombe avec vos dents qui dénoncent les méfaits sur l’alimentation de la pollution liée aux produits phytosanitaires, aux hormones et antibiotiques dans les élevages.
En 1969, il organise une expérience d'un mois sur des femmes volontaires qui sous contrôle médical suivent un programme de soins combinant tisanes, bains de mains et de pieds et cataplasmes à une alimentation équilibrée, pour perdre du poids.
En 1970, il continue d'alerter l'opinion publique sur la pollution de l'environnement et publie de nouveaux ouvrages de vulgarisation : Mon herbier de santé, Mon herbier de beauté, Mon herbier de cuisine. À cette époque, il écrit : « La longue marche qui a fait entrer petit à petit les plantes dans le domaine scientifique porte enfin ses fruits ».
En 1971, il est élu maire de Fleurance puis conseiller général du Gers (canton de Fleurance) et président de la Chambre de Commerce et d'Industrie du Gers. Il reste le maire de la ville jusqu'en 1989. Il ne parvient pas toutefois à devenir député.
Il y installe sa société qui devient les « Laboratoires des Herbes Sauvages » et en créé une deuxième, « Fleurance chez soi » pour commercialiser les plantes aromatiques et médicinales. 
Une fois élu maire de Fleurance, il oblige[réf. souhaitée] les commerçants à contraindre leurs fournisseurs à signer une charte de qualité.
Il  développe un réseau de vente par correspondance adossé à un service de conseil qu'il donne gratuitement aux personnes qui lui écrivent. À partir des années 1980, sa méthode de cure s'exporte en Italie, Allemagne, Autriche, Danemark, Espagne, Japon, etc.
En 1988, il obtient l'Oscar de la cosmétique pour son huile de jeunesse Irione lors de la Foire Internationale de Düsseldorf. 
En 1994, il se retire et vend ses sociétés à d’anciens collaborateurs qui les regroupent sous une seule entité « Laboratoires Maurice Mességué » dont le slogan est « C’est la Nature qui a raison ».
Maurice Mességué meurt le 16 juin 2017 à l'âge de 95 ans à son domicile d'Auvillar en Tarn-et-Garonne.

## Ouvrages
- Le guérisseur, cet inconnu. L'espoir rendu aux incurables, 1949.
- C'est la nature qui a raison, éditions Naturaliment, 1963 ; (éditions Robert Laffont, coll. Le Livre de Poche, 1972  (ISBN 2-253-00218-6).
- Votre poison quotidien, éditions Jacques Lanore, 1964.
- Des hommes et des plantes, éditions Robert Laffont, coll. Le Livre de Poche, 1970.
- Réapprenons à aimer, éditions Robert Laffont, coll. Le Livre de Poche, 1974.
- Toute une vie à se battre, éditions Robert Laffont, coll. Le Livre de Poche, 1977  (ISBN 2-253-02317-5).
- Mon herbier de santé, éditions Robert Laffont, coll. Le Livre de Poche.
- Mon herbier de beauté, éditions Robert Laffont, coll. Le Livre de Poche.
- Mon herbier de cuisine, éditions Robert Laffont, coll. Le livre de Poche, 1981.
- avec Pierre Poiret, La sorcellerie existe, je l'ai rencontrée, éditions France Empire, 1988.
- Sauver la Terre pour sauver l'homme, éditions Robert Laffont, coll. Vécu, 1997.

## Hommage
En 1999, Bernard Laffitte publie une encyclopédie des plantes médicinales qui a pour titre : Le Mességué.
En 1973, Didier Mességué publie une sélection de plantes médicinales et de secrets de famille qui a pour titre : Les Plantes de mon Père, éd. Michel Lafon,